# Lola Cars
Lola Cars International Ltd. je bila tvrtka koja je proizvodila trkaće šasije.
Tvrtku je osnovao Eric Broadley 1958. godine. Lola je kao proizvođač šasija, dugi niz godina sudjelovala u Formuli 1, Formuli 2, Formuli 3, IndyCaru, CanAm, ALMS, IMSA i ostalim trkaćim kategorijama, a proizvodila je šasije i za momčadi koje su se natjecale i C klasi na utrci 24 sata Le Mansa.